# اریک کافمن
اریک کافمن (انگلیسی: Eric Kaufmann؛ زادهٔ ۱۱ مهٔ ۱۹۷۰) دانشمند اهل کانادا است. او متخصص سیاست و سفارش نارنجی در ایرلند شمالی، ملی‌گرایی و جمعیت‌شناسی سیاسی و مذهبی است. او تألیف و ویرایش کتاب‌های متعددی در این زمینه‌ها داشته‌است.